# TIROS

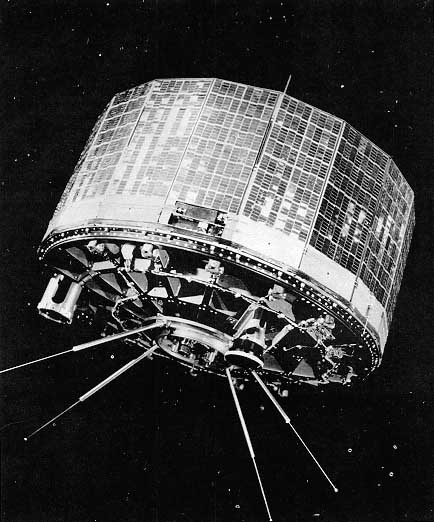
TIROS-Satellit der ersten Generation

Im TIROS-Programm, dessen erste Generation zwischen 1960 und 1966 lief, gab es zehn Satelliten. Dieses Programm wurde von den USA gestartet. Tiros 1 war der erste Satellit zur Bestimmung und Vorhersage der Großwetterlage und zur Übermittlung von Aufnahmen der Wolkenfelder an die Erdstationen. Eingesetzt wurden Vidicon-TV-Kameras, um die Schematik der Wolkendecke zu beobachten.
TIROS steht für Television and InfraRed Observation Satellite (deutsch: Fernsehkamera- und Infrarotbeobachtungssatellit).
Das US-amerikanische Wettersatelliten-Forschungsprogramm der zweiten Generation hieß Nimbus-Programm (Starts 1968–1978). Die Satelliten – sieben Stück – befanden sich in sonnensynchronen polaren Umlaufbahnen.

## Satellitenliste

### Erste Generation

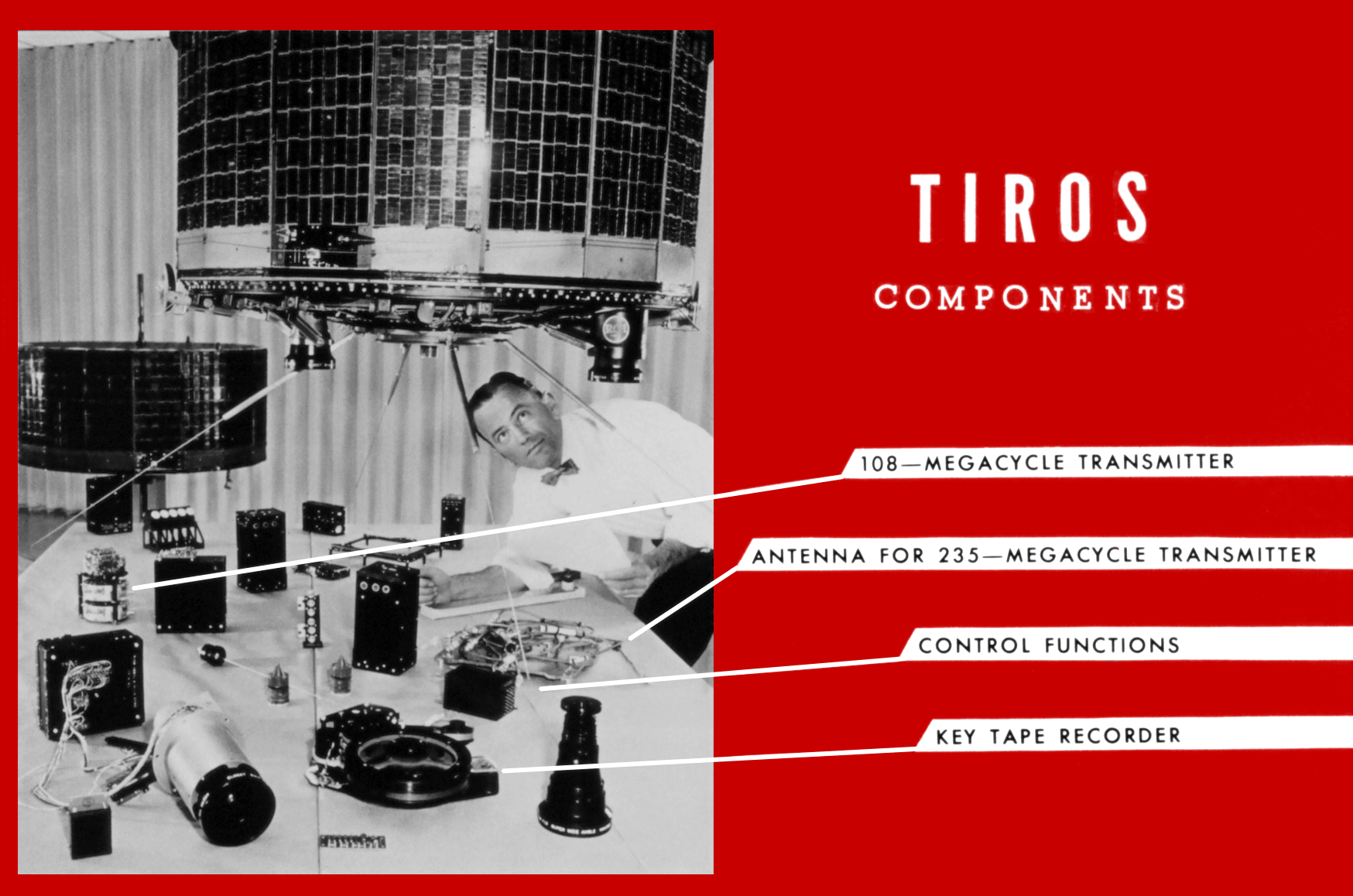
Graphik 1960 des meteorologischen Satellitensystems, das Bestandteile zeigt.

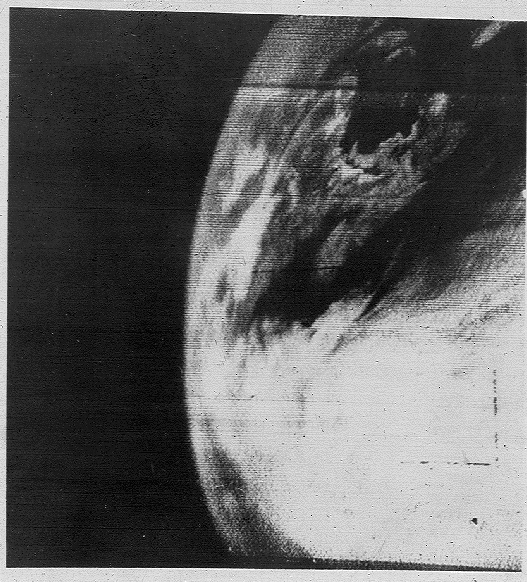
Erstes Fernsehbild der Erde aus dem Weltall.

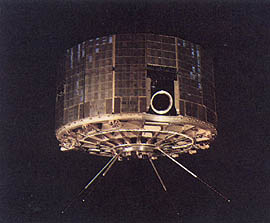
ESSA-1-Satellit

Die Satelliten hatten die Form eines niedrigen Zylinders mit einem Durchmesser von 1,07 m und einer Höhe von etwa 0,5 m. Sie waren mit zwei Kamerasystemen (Vidicon-Weitwinkelkameras mit einer Auflösung von etwa 3 km und einer Schwadbreite von bis zu 1200 km) und Strahlungsmessgeräten (Bolometer mit einer Auflösung von 50 km) ausgerüstet. Sie lieferten den Nachweis, dass Satelliten zur täglichen Wetterüberwachung eingesetzt werden können.
Betrieben wurden die Satelliten von der Environmental Science Services Administration (ESSA), die Entwicklung wurde durchgeführt durch das Goddard Space Flight Center (GSFC) und produziert durch die Radio Corporation of America (RCA). Weitere Projektbeteiligte waren die National Aeronautics and Space Administration (NASA) und die National Oceanic and Atmospheric Administration (NOAA). Die ersten beiden nach der Betreiber-Behörde ESSA genannten Satelliten entsprachen noch dem Entwicklungsstand der ersten Generation.
- TIROS 1 – gestartet: 1. April 1960, erlitt einen elektrischen Systemfehler am 15. Juni 1960, lieferte bis dahin jedoch weit über 15.000 Bilder
- TIROS 2 – gestartet: 23. November 1960, versagte am 22. Januar 1961
- TIROS 3 – gestartet: 12. Juli 1961, deaktiviert am 28. Februar 1962
- TIROS 4 – gestartet: 8. Februar 1962, Ausfall am 30. Juni 1962 (Beide Kameras fielen schon früher aus)
- TIROS 5 – gestartet: 19. Juni 1962, Ausfall am 13. Mai 1963
- TIROS 6 – gestartet: 18. September 1962, Ausfall am 21. Oktober 1963
- TIROS 7 – gestartet: 19. Juni 1963, deaktiviert am 3. Juni 1968
- TIROS 8 – gestartet: 21. Dezember 1963, deaktiviert am 1. Juli 1967, erster Satellit der das APT-Verfahren einsetzt
- TIROS 9 – gestartet: 1. Januar 1965, Ausfall am 15. Februar 1967, erster Tiros-Satellit in der Nähe des polaren Orbits
- TIROS 10 – gestartet: 2. Juli 1965, deaktiviert am 31. Juli 1966
- ESSA-1 (OT-3), 3. Februar 1966
- ESSA-2 (OT-2), 28. Februar 1966

### TIROS Operational System
Die Satelliten des TIROS Operational System (TOS) waren anders als die TIROS-Satelliten nicht mehr reine Forschungsprojekte, sondern wurden operativ für die Klimaforschung, Erdbeobachtung und Wettervorhersage eingesetzt. Wie bei TIROS war der Betreiber die ESSA, der Satellitenentwurf wurde vom GSFC vorgenommen und RCA wurde mit der Produktion beauftragt.
- ESSA-3 (TOS-A), 2. Oktober 1966
- ESSA-4 (TOS-B), 26. Januar 1967
- ESSA-5 (TOS-C), 20. April 1967
- ESSA-6 (TOS-D), 10. November 1967
- ESSA-7 (TOS-E), 16. August 1968
- ESSA-8 (TOS-F), 15. Dezember 1968
- ESSA-9 (TOS-G), 26. Februar 1969

### ITOS und TIROS-M

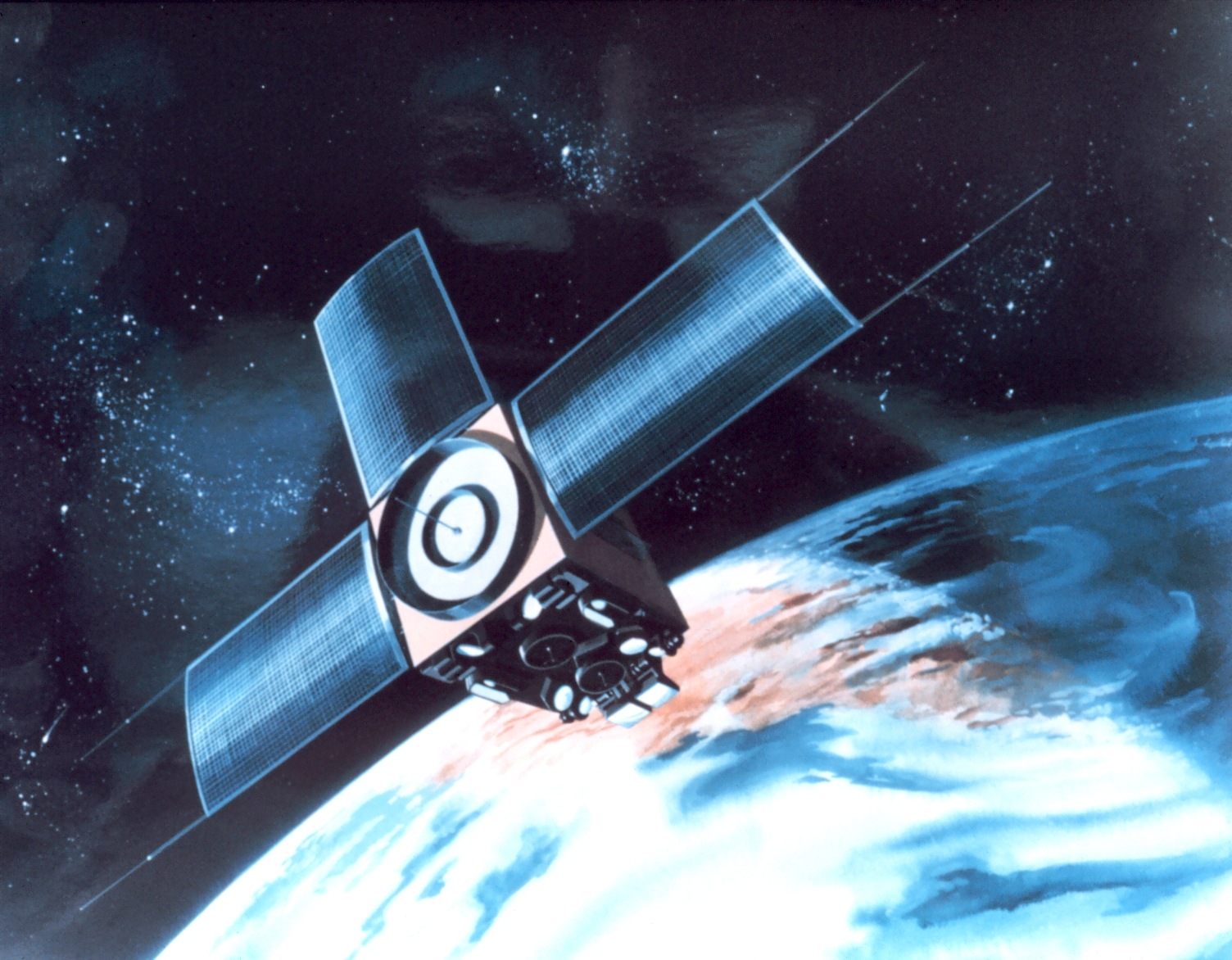
ITOS (Improved TIROS)-Satellit

Aus dieser dritten Generation stammen auch die ersten NOAA-Satelliten, Satelliten in kubischer Form (1,02 * 1,02 * 1,24 m³) mit Solarzellenauslegern (91,5 * 165 cm² mit insgesamt 3420 Solarzellen). Die ersten Satelliten der Serie (Masse: 306 kg) waren mit zwei APT-Kameras (Automatic Picture Transmission) und zwei Videokameras (AVCS – Advanced Vidicon Camera System) ausgestattet und mit einer doppelt abstastenden Messzeile senkrecht zur Flugbahn im Bereich 0,52 bis 0,73 µm (auf der Tagseite der Erde) und 10,5 bis 12,5 µm (auf der Nachtseite) ausgestattet. Die Auflösung betrug 3 bis 6 km. Daneben führten die Satelliten als Sekundärnutzlast ein Radiometer zur Bestimmung des Wärmehaushalts der Erde und ein Protonenflussmesser mit. Von den vier Antennen diente eine dem Kommandoempfang von der Erde und zur Abstrahlung eines Peilsignals, zwei der kontinuierlichen Datenübertragung zur Erde und eine der Übertragung gespeicherter Daten im S-Band. Ab NOAA-2 (Masse: 409 kg) wurden die Kameras zugunsten des Zeilenabtasters mit einer Auflösung von ~8 km weggelassen. Ab NOAA-3 kam ein verbesserter Zeilenabtaster (Auflösung 0,9 km) und zusätzlich ein Messgerät zur Gewinnung von vertikalen Temperaturprofilen im Frequenzbereich von 15 µm zum Einsatz.
- TIROS-M (ITOS-1), 23. Januar 1970
- NOAA-1 (ITOS-A), 11. Dezember 1970
- ITOS-B         , 21. Oktober 1971
- ITOS-C         , nicht gestartet
- NOAA-2 (ITOS-D), 15. Oktober 1972
- ITOS-E         , 16. Juli 1973
- NOAA-3 (ITOS-F), 6. November 1973
- NOAA-4 (ITOS-G), 15. November 1974
- NOAA-5 (ITOS-H), 29. Juli 1976

### TIROS-N

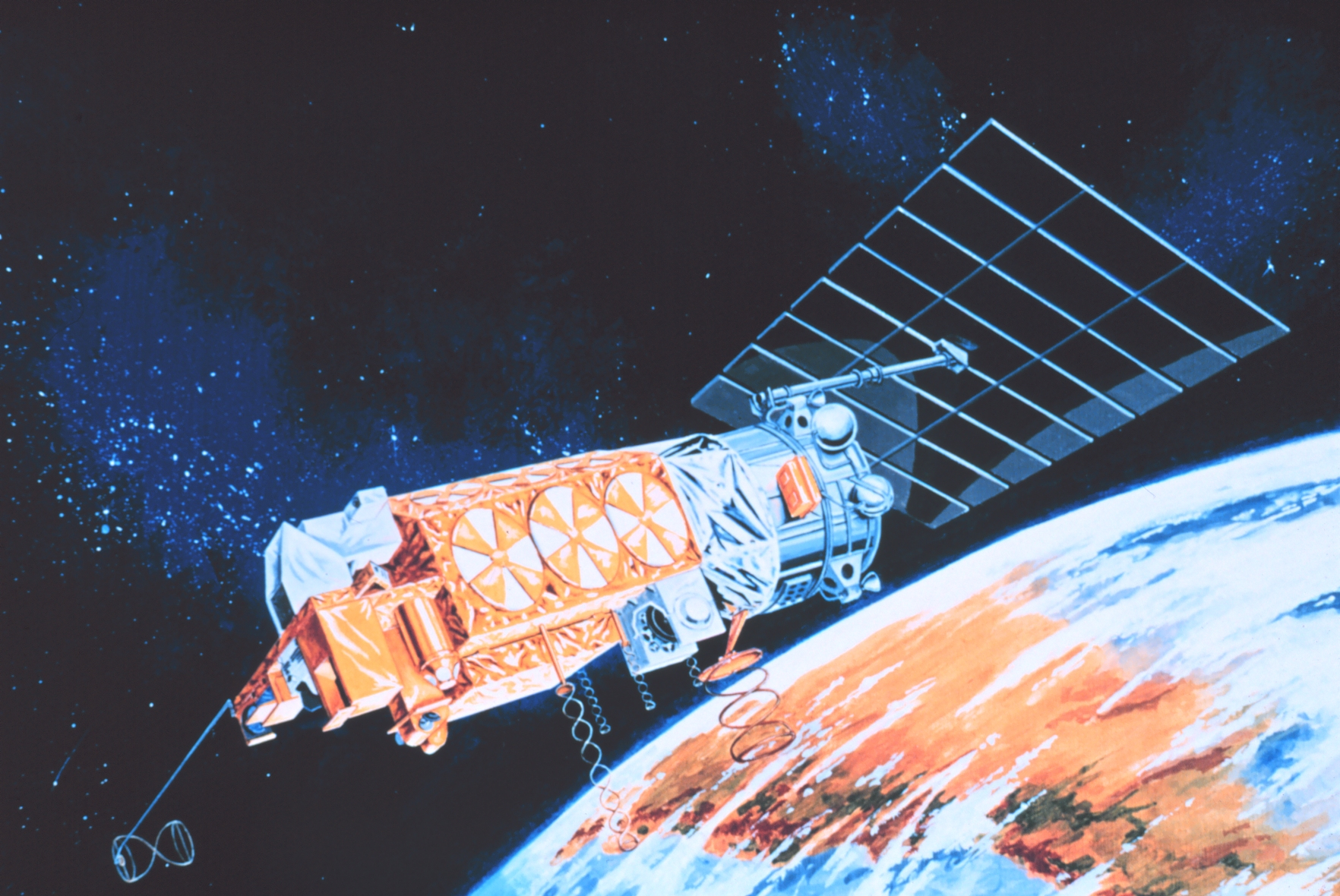
TIROS-N-Satellit

TIROS-N ist eine technisch verbesserte Version der Tiros-Satelliten mit einer Masse von etwa 1400 kg und einer Länge von 3,66 m. Sie umkreisten die Erde auf einer sonnensynchronen Bahn mit 97° Bahnneigung in einer Höhe von 833 bis 870 km und wurden jeweils paarweise eingesetzt (auf der Umlaufbahn 90° zueinander versetzt). Die Satelliten verfügten über eine Dreiachsenstabilisierung und unter anderem über ein hochauflösendes Radiometer (VVHRR) zur Kartierung der Wasseroberflächentemperatur und für Tag/Nacht-Übersichtsbilder, ein Gerät (HIRS) zur Bestimmung von Temperatur- und Feuchtigkeitsprofilen in der Troposphäre, ein Gerät (SUU) und ein Vierkanalspektrometer (MSU) im 60-GHz-Bereich zur Bestimmung von Temperaturprofilen der Stratosphäre sowie ein Strahlungmessgerät für lokale Elektronen und Protonen.
- TIROS-N   , 13. Oktober 1978
- NOAA-6 (A), 27. Juni 1979
- NOAA-B    , 29. Mai 1980
- NOAA-7 (C), 23. Juni 1981

### Advanced TIROS-N

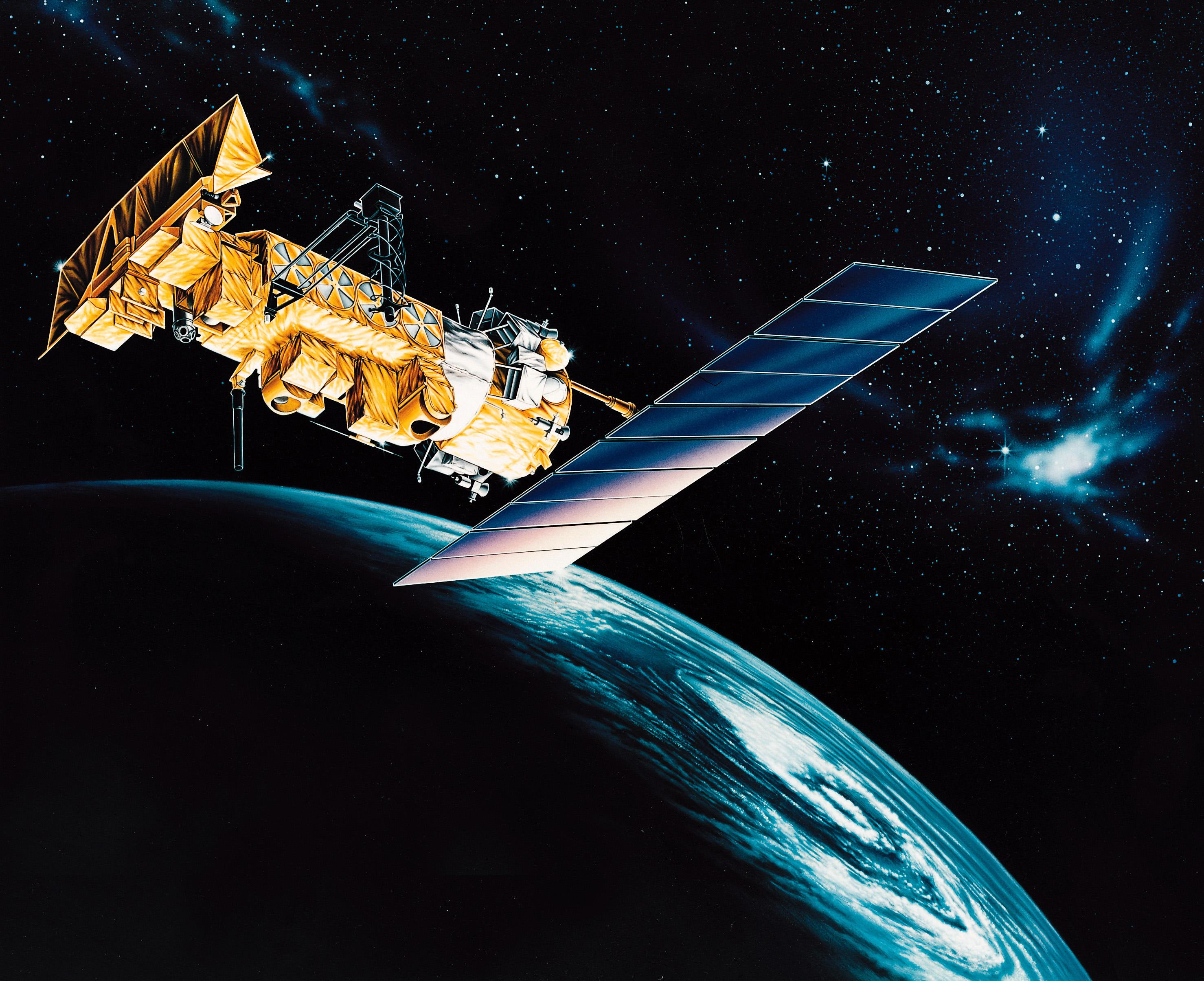
Advanced TIROS-N-Satellit

Die Satelliten dieser Generation wurden zusätzlich mit Geräten für das COSPAS-SARSAT-Such- und Rettungssystem ausgestattet.
- NOAA-8 (E), 28. März 1983
- NOAA-9 (F), 12. Dezember 1984
- NOAA-10 (G), 17. September 1986
- NOAA-11 (H), 22. September 1988
- NOAA-12 (D), 14. Mai 1991
- NOAA-13 (I), 9. August 1993
- NOAA-14 (J), 30. Dezember 1994
- NOAA-15 (K), 15. Mai 1998
- NOAA-16 (L), 21. September 2000
- NOAA-17 (M), 24. Juni 2002
- NOAA-18 (N), 20. Mai 2005
- NOAA-19 (N'), 6. Februar 2009